# Corny Littmann

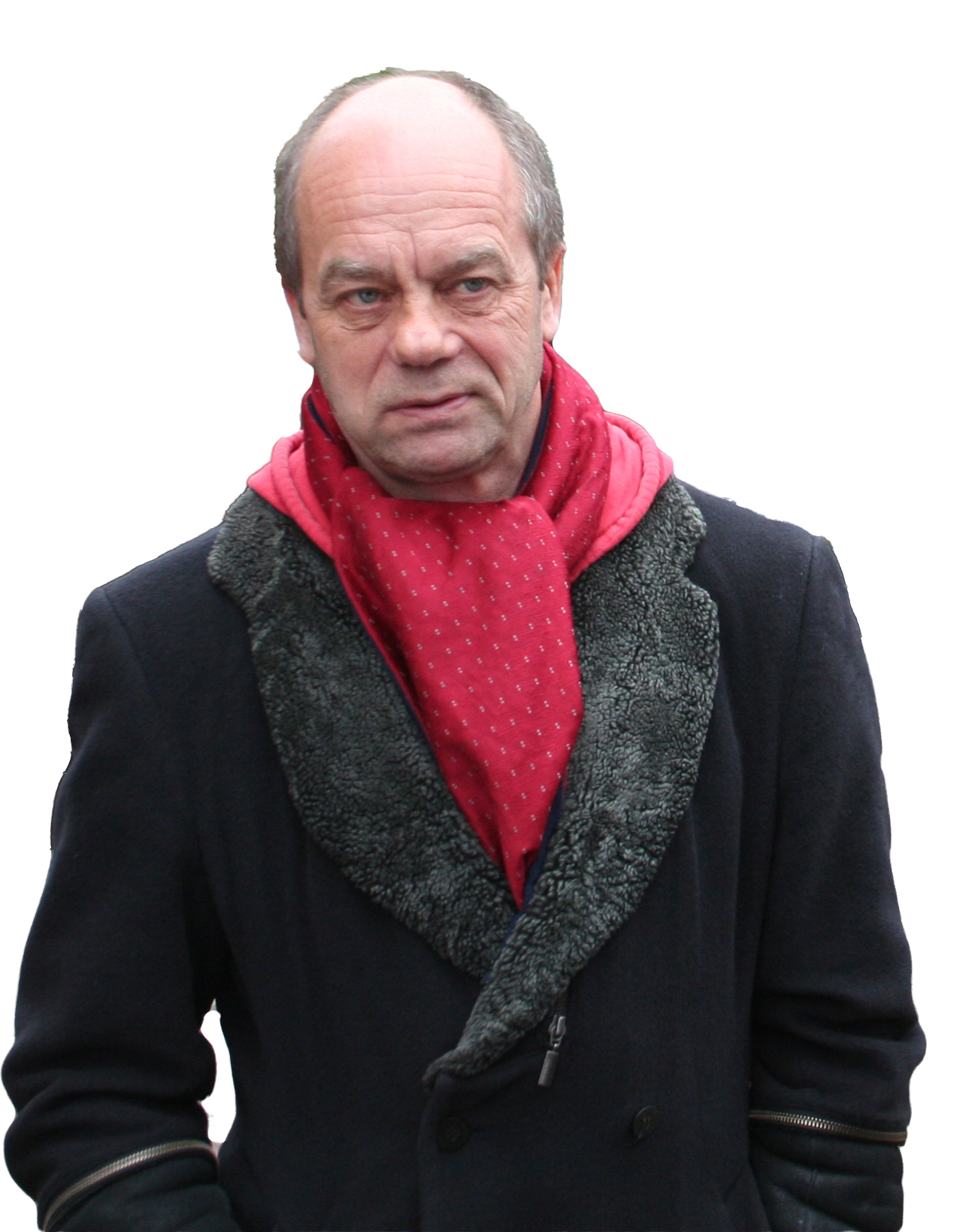
Corny Littmann, 2009

Cornelius „Corny“ Littmann (* 21. November 1952 in Münster) ist ein deutscher Theatermacher, Schauspieler, Regisseur und LGBT-Aktivist. Er ist ehemaliger Vereinspräsident des FC St. Pauli, lebt in Hamburg und ist Miteigentümer der Schmidts Tivoli GmbH, die das Schmidt Theater, das Schmidts Tivoli und das Schmidtchen in der Hansestadt betreiben.

## Leben
Littmann wuchs als Sohn des Professors für Finanzwissenschaft Konrad Littmann in Münster und Berlin auf, bis die Familie 1970 einem Ruf des Vaters nach Hamburg folgte. Nach bestandenem Abitur im Gymnasium Alstertal in Hamburg studierte Littmann Psychologie an der Universität Hamburg und war Mitglied des Sozialdemokratischen Hochschulbunds (SHB) und des Fachschaftsrates im Fachbereich Psychologie. Bereits 1976 stand Corny Littmann, selbst homosexuell, als Mitglied der Theatergruppe Brühwarm mit Themen der zeitgenössischen Schwulenbewegung auf der Bühne. Mit wechselnden Kollegen trat er bis 1979 an zahlreichen Orten in der Bundesrepublik auf, u. a. auf der Veranstaltung Homolulu im Juli 1979 in Frankfurt am Main und dem Festival Umsonst und draußen im August 1979 in Porta Westfalica.
1979 trat er der Grün-Alternativen Liste (GAL) bei. Littmann trat dafür ein, dass Forderungen zur gesellschaftlichen Gleichstellung Homosexueller und zur Reform des Sexualstrafrechts in das erste Grundsatzprogramm der Grünen aufgenommen wurden, das auf dem 2. Bundesparteitag vom 21. bis 23. März 1980 in Saarbrücken beschlossen wurde und bis 1993 gültig blieb. Bei der Bundestagswahl 1980 trat Littmann für die GAL als Spitzenkandidat der Grünen in Hamburg an; sein Einzug in den Bundestag scheiterte jedoch, da seine Partei in Hamburg lediglich 2,3 Prozent der Zweitstimmen erhielt, was für einen Sitz im Bundestag nicht ausreichte. Um im Bundestagswahlkampf die Verfolgung und Diskriminierung von Homosexuellen öffentlich anzuprangern, zerschlug er – unterstützt von einer Gruppe Hamburger Homosexueller – Spiegel in öffentlichen Toiletten, in der Nacht vom 30. Juni auf den 1. Juli 1980 am Spielbudenplatz sowie am 2. Juli 1980 u. a. am Großneumarkt, Jungfernstieg und Rathausmarkt. Hinter diesen Einwegspiegeln befanden sich Kabinen, von denen aus Beamte der Hamburger Polizei die Klappe kontrollieren konnten. Laut Eigenangaben lässt er aus Zeitgründen seit 1982 seine Parteimitgliedschaft bei den Grünen ruhen.

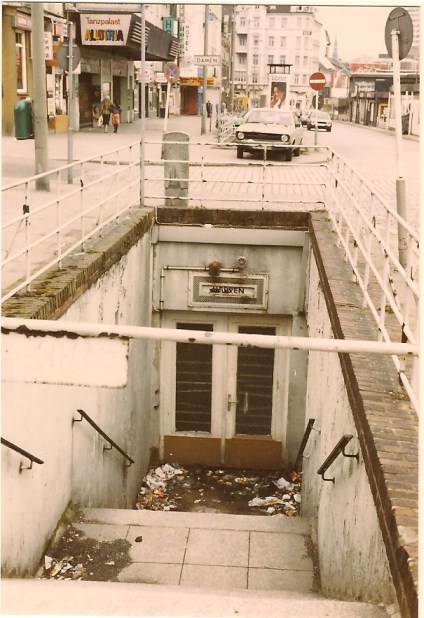
Klappe Spielbudenplatz (bereits geschlossen) im Frühjahr 1986 - hier zerschlug Corny Littmann 1980 einen Überwachungs-Spiegel

Gemeinsam mit dem Kabarettisten Gunter Schmidt, der später mit seiner Partnerin Lisa Politt die Hamburger Bühne „Polittbüro“ (politisches Kabarett) betrieb, gründete Corny Littmann 1982 das Tourneetheater „Familie Schmidt“, dem sich später auch Ernie Reinhardt anschloss. Mit einer Mischung aus Songs und Szenen zogen sie bis 1988 mit sechs eigenen Stücken unter dem Motto „deutsch, aufrecht, homosexuell“ durch Deutschland. Von 1982 bis 1985 war Littmann der Leiter der freien Theatergruppen auf dem Kampnagel-Gelände. Im Jahr 1990 wurde er Vorstandsmitglied des Kampnagel-Trägervereins.
Seit Oktober 2006 ist er mit seinem langjährigen Freund, einem Tenor im Chor der Hamburgischen Staatsoper, verpartnert.

## Theater
Am 8. August 1988 um 8 Uhr 8 eröffnete Littmann als künstlerischer Leiter, gemeinsam mit drei weiteren Gesellschaftern, das „Schmidt Theater“ auf St. Pauli. Am 1. September 1991 wurde dann das so genannte „Große Haus“ nur einige Gebäude weiter unter dem Namen Schmidts Tivoli eröffnet.
In den Jahren 1990–1993 wurde Corny Littmann unter dem Künstlernamen „Herr Schmidt“ bundesweit bekannt, nachdem die Schmidt Mitternachtshow in den dritten Fernsehprogrammen ausgestrahlt worden war. Co-Moderatoren waren „Lilo Wanders“ (Ernie Reinhardt) und „Marlene Jaschke“ (Jutta Wübbe). „Herr Schmidt“ sorgte mehrfach für erboste Reaktionen – vor allem in Bayern. So blendete sich beispielsweise der Bayerische Rundfunk aus einer Mitternachtshow aus, als Littmann ein Plakat der Deutschen Aidshilfe in die Kamera hielt, auf dem zwei Männer beim Oralverkehr zu sehen waren. Im WDR wurde die Sendung nie übertragen. 1995 wurden, gemeinsam mit Georgette Dee, in Schmidts Tivoli vier Folgen einer neuen Fernsehshow, der Neuen Schmidtshow, produziert. Im Sommer desselben Jahres hatte die Operette Im weißen Rößl Premiere.
Nach dem Ende der Mitternachtsshow führte Littmann erstmals Regie bei einer Hausproduktion. Es handelte sich dabei um das Musical Cabaret. Nur ein Jahr später führte Littmann Regie bei der 50er-Jahre-Revue Fifty-Fifty. Dies war die erste Zusammenarbeit mit seinem langjährigen musikalischen Leiter und Hauskomponisten Martin Lingnau.
Seit 1998 ist Littmann immer wieder als Produzent seiner Hausproduktionen tätig oder übernimmt auch selbst kleine Rollen. So war er beispielsweise als „Gerda“ in Pension Schmidt zu sehen, einer Bühnen-Soap-Opera mit allmonatlich neuer Folge. Im gleichen Jahr spielte er neben Henning Schlüter, Elisabeth Volkmann und Monty Arnold in der Drei-Fragezeichen-Folge 82 Die Karten des Bösen als Reporter mit. 
Während des Höhepunkts der COVID-19-Pandemie in Deutschland im Januar 2021 kritisiert Littmann die Benachteiligung der Theater- und Kunstszene durch den Lockdown und das Ausbleiben der Hilfsgelder.
Inszenierungen
- Sixty Sixty
- Die famose Schmidt Schlagersause
- Heiße Ecke – Das St. Pauli Musical
- Cavequeen – Du sammeln. Ich auch!
- Oh Alpenglühn! – Glamour, Gaudi und Gesang
- Karl Dall ist „Der Opa“
- Karamba!
- Die Königs vom Kiez – Pleiten, Pech … und Papa
- Tschüssikowski - Die abgefahrene Urlaubsrevue

## Fußballfunktionär
Am 25. Februar 2003 wählte die Mitgliederversammlung des FC St. Pauli Littmann zum Präsidenten des Vereins. Er hatte dieses Amt bereits seit Dezember 2002 als Nachfolger von Reenald Koch kommissarisch wahrgenommen.
Am 23. Februar 2007 gab er nach Streitigkeiten mit dem Aufsichtsrat bekannt, dass er sein Amt zum 26. März 2007 niederlegen werde. Am 13. März 2007 wurde er durch den Aufsichtsrat des FC St. Pauli als Präsident abberufen, kurz darauf jedoch per einstweiliger Verfügung wieder eingesetzt. Nach deren Bestätigung durch das Landgericht Hamburg widerrief er seinen Rücktritt. Auf einer außerordentlichen Mitgliederversammlung am 25. März 2007 wurde Littmann als Präsident bestätigt. Im Rahmen der regulären Mitgliederversammlung des FC St. Pauli am 18. November 2007 wurde Littmann für weitere vier Jahre im Amt bestätigt. In seiner Arbeit unterstützt wurde Littmann durch die Vizepräsidenten Stefan Orth, Marcus Schulz, Gernot Stenger und Bernd-Georg Spies.
Nach dem Aufstieg in die Bundesliga trat Littmann am 19. Mai 2010 überraschend als Präsident zurück. Er will aber dem Verein „als Geschäftsführer der FC St. Pauli Service GmbH, Freund und Fan“ erhalten bleiben.
Littmann ist Mitglied der Deutschen Akademie für Fußball-Kultur. Er unterstützt als Botschafter die Initiative Respekt! Kein Platz für Rassismus.

## Ehrungen und Auszeichnungen
- 1991 Adolf-Grimme-Preis in Silber, zusammen mit Sigmar Börner für die Mitternachtsshow.
- 1999 Auszeichnung als „Hamburger Unternehmer des Jahres 1999“ durch die Arbeitsgemeinschaft Selbständiger Unternehmer, den Bundesverband Junger Unternehmer und die Hamburger Sparkasse
- 2010 Max-Brauer-Preis der Alfred Toepfer Stiftung F.V.S. für Verdienste um das kulturelle, wissenschaftliche und geistige Leben Hamburgs.
- 2017 VelsPol-Ehrenpreis des Verbandes lesbischer und schwuler Polizeibediensteter in Deutschland, dem Mitarbeiternetzwerk für LSBTI in Polizei, Justiz und Zoll (VelsPol Deutschland e. V.) für sein Engagement für Gleichstellung und Akzeptanz in der Gesellschaft und besonders in der Polizei.

## Filmografie (Auswahl)
- 1997: Großstadtrevier – Der Praktikant
- 2015: Familie verpflichtet (Fernsehfilm)